# Селета (Бјела)
Селета је насеље у Италији у округу Бијела, региону Пијемонт.
Према процени из 2011. у насељу је живело 23 становника. Насеље се налази на надморској висини од 544 м.